# فرودگاه ایالتی موریسویل–ستوو
فرودگاه ایالتی موریسویل-ستوو (به انگلیسی: Morrisville-Stowe State Airport) یک فرودگاه همگانی بهره‌برداری هوایی با کد یاتا MVL است که یک باند فرود آسفالت دارد و طول باند آن ۱۱۲۸ متر است. این فرودگاه در کشور ایالات متحده آمریکا قرار دارد و در ارتفاع ۲۲۳ متری از سطح دریا واقع شده‌است.